# Low Summit
Der Low Summit (englisch für Niedriger Gipfel) bildet den südlichen Abschnitt der Landspitze Turks Head im Westen der antarktischen Ross-Insel.
Frank Debenham, Teilnehmer der Terra-Nova-Expedition (1910–1913) unter der Leitung des britischen Polarforschers Robert Falcon Scott, gab ihm seinen deskriptiven Namen.